# Alfonso Villanueva Pinillos
Alfonso Villanueva Pinillos (Cajamarca, 16 de noviembre de 1906-Lima, 6 de enero de 1962) fue un abogado, educador y docente universitario peruano. Fue ministro de Educación Pública en 1961, durante el segundo gobierno de Manuel Prado; así como diputado por Cajamarca, de 1945 a 1948, y de 1950 a 1962, cuando falleció repentinamente. En su memoria, un colegio de la ciudad de Jaén lleva su nombre.

## Biografía
Nació en Cajamarca, siendo sus padres César O. Villanueva y Natalia Pinillos. Su padre fue diputado por Cajamarca en varios periodos durante la República Aristocrática.
Cursó sus estudios escolares en el Colegio Nacional San Ramón de su ciudad natal. Luego ingresó a la Universidad Nacional Mayor de San Marcos de Lima, donde se graduó de doctor en Filosofía, Historia y Letras en 1930; y se recibió de abogado en 1931.
En la Universidad de San Marcos ejerció como catedrático titular de Psicología General. Fue también catedrático fundador de Psicología de la Infancia y de la Adolescencia.
Se inició en el magisterio como profesor de instrucción Primaria. Luego fue profesor de Economía Política, Castellano e Historia Literaria en colegios de segunda enseñanza; y profesor en la Escuela Naval, Escuela de Oficiales de Chorrillos y Escuela de Policía.
Empezó a trabajar en el ministerio de Educación Pública como jefe de Estadística. Luego pasó a ser director general de Enseñanza; y a partir de 1941 director de Educación Común, durante el primer gobierno del presidente Manuel Prado.
En 1945 fue elegido diputado por la provincia de Cajamarca. Iba en calidad de independiente, en un congreso dominado por el Frente Democrático Nacional (FDN), durante el gobierno de José Luis Bustamante y Rivero. 
En 1950, durante la gobierno de Manuel Odría, fue nuevamente elegido diputado por el departamento de Cajamarca. Fue reelegido en 1956, ya bajo la reapertura democrática.
El 2 de mayo de 1961, fue nombrado y juramentado como ministro de Educación Pública, en el segundo gobierno del presidente Manuel Prado. Durante su gestión, se impulsó la expansión de la política escolar en función a la tasa de crecimiento poblacional. Aumentó la asistencia del alumnado del nivel primario y hubo un incremento en las matrículas de los colegios y universidades. Se mantuvo en el cargo hasta el 19 de noviembre del mismo año, cuando lo reemplazó Alfredo Parra Carreño.
Falleció repentinamente el 6 de enero de 1962, víctima de un ataque cardíaco.

## Homenajes
Durante el gobierno de Juan Velasco Alvarado, un colegio de la ciudad de Jaén, originalmente fundado en 1951 como Instituto Agropecuario N° 14, fue bautizado con su nombre y recategorizado como colegio de secundaria común. Actualmente es un Institución Educativa, que alberga a alumnos de los niveles de primaria y secundaria.